# غانم عریبی
غانم عریبی (انگلیسی: Ghanim Oraibi؛ زادهٔ ۱۶ اوت ۱۹۶۱) یک بازیکن فوتبال اهل عراق است.
وی همچنین در تیم ملی فوتبال عراق بازی کرده است. غانم عریبی بر اثر بمب گذاری بغداد ژوئیه ۲۰۱۶ پسر خود را از دست داد